# Wiktorija Borschtschenko
Wiktorija Oleksijiwna Borschtschenko (ukrainisch Вікторія Олексіївна Борщенко; * 5. Januar 1986 in Cherson) ist eine ehemalige ukrainische Handballspielerin, die dem Kader der ukrainischen Nationalmannschaft angehörte.

## Karriere
Wiktorija Borschtschenko stand bis zum Februar 2003 beim ukrainischen Erstligisten HK Dneprjanka Cherson unter Vertrag und schloss sich daraufhin dem Ligarivalen HK Halytschanka Lwiw an. Ab 2009 lief die Außenspielerin für HK Sparta auf, mit dem sie 2010 die Meisterschaft gewann. Nachdem Borschtschenko eine halbe Saison für Saporischja SDIA gespielt hatte, schloss sie sich dem russischen Klub GK Dynamo Wolgograd an. Nach drei Meisterschaften (2011, 2012 und 2013) mit Wolgograd, unterzeichnete sie einen Vertrag bei GK Rostow am Don. Mit Rostow gewann sie 2015, 2017, 2018, 2019 und 2020 die russische Meisterschaft, 2015 den russischen Pokal sowie 2017 den EHF-Pokal. Im März 2022 wurde der Vertrag im beiderseitigen Einvernehmen aufgelöst. Einen Monat später schloss sie sich dem portugiesischen Erstligisten Benfica Lissabon an. Mit Benfica gewann sie 2022, 2023 und 2024 die portugiesische Meisterschaft. Im Jahr 2024 wurde bei ihr ein Hirntumor diagnostiziert. Nach der kurz darauf erfolgten Operation gab sie ihr Karriereende bekannt.
Borschtschenko bestritt 46 Länderspiele für die ukrainische Auswahl, für die sie 154 Treffer erzielte. Mit der Ukraine nahm sie 2007 und 2009 an der Weltmeisterschaft sowie 2008, 2010 und 2012 an der Europameisterschaft teil.